# ホフニとピネハス

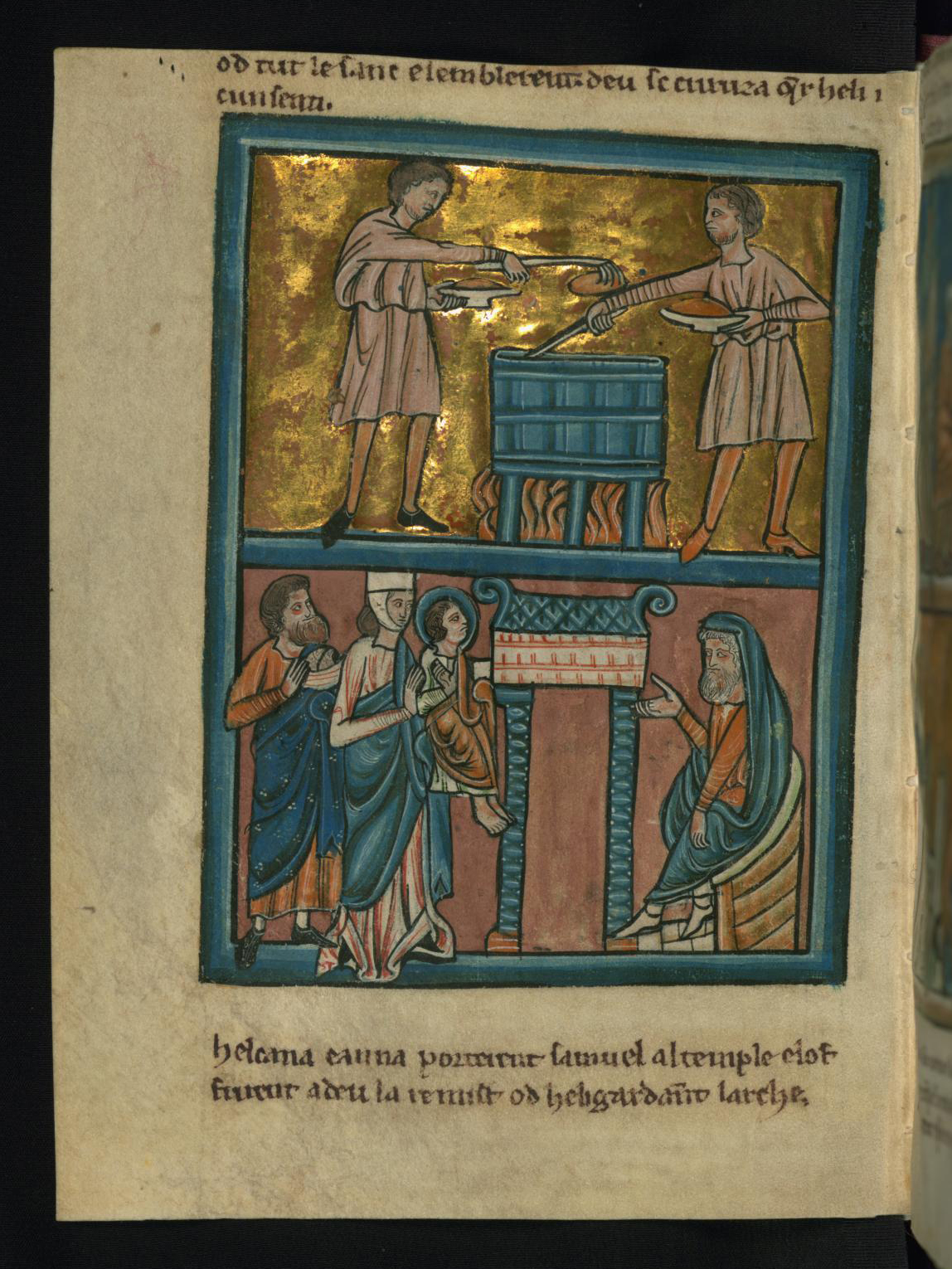
ウィリアム・デ・ブレイレスによるホフニとピネハス

ホフニ(ヘブライ語: חָפְנִי)とピネハス(ヘブライ語: פִּינְחָס) は、旧約聖書の『サムエル記』に登場する祭司。

## 概略
ホフニとピネハスは、祭司エリの2人の息子であり、ハンナの時代のシロの神殿における祭司である。彼らは、聖書において、神への供え物の最も上質な部位である脂肪を自分のものとする、神殿の使用人と性的な関係を持つというような不正なふるまいで聖職に従事したために批判されている。彼らは、サムエル記上 2:12において、「よこしまな人々」と記述されている。神は、彼らのふるまいに怒り、彼らの父であるエリの家を呪った。その後、エベン・エゼルの近くで起きたアペクの戦いにおいて、ホフニとピネハスは同じ日に死んだ。また、イスラエルはペリシテ人に敗れ、神の箱も奪われた。そして、この敗北の知らせは、エリの死を導いた。ピネハスの妻が、エリとピネハスの死と神の箱が奪われたことを聞いた際に、陣痛を起こし、子どもを産み、その子どもにイカボドと名付けた。また、ヨセフス（ユダヤ古代誌 3.354）によると、エリが高齢を理由として大祭司を辞めたために、彼の息子であるピネハスは大祭司であったという。
サムエル記の他の個所によると、ピネハスの息子であるイカボドにはアヒトブという兄弟がいた。彼が聖書において、ピネハスの息子としてよりもイカボドの兄弟として言及されていることは、イカボドが聖書によって言及されている内容以上に重要な人物であったことが、サムエル記の著者によって示唆されている。

## タルムードにおけるホフニとピネハス
タルムードにおいては、ヨナタン・ベン・ウジエルのように、ホフニとピネハスは、どちらも悪でなく、彼らに罪を着せる聖書の箇所は、比喩的表現とみなすべきであると主張するものもいれば、ピネハスは無罪であるが、ホフニは悪に染まっていたと主張するものもいる。